# Blutzbrüdaz
Blutzbrüdaz ist ein deutscher Spielfilm des Regisseurs Özgür Yıldırım aus dem Jahr 2011. Die Musikkomödie mit den Rappern Sido und B-Tight in den Hauptrollen basiert auf einem Drehbuch der beiden Autoren Nicholas J. Schofield und Jan Ehlert und handelt von den beiden Berliner Musikern Otis und Eddy, deren plötzlicher Durchbruch im Musikgeschäft ihre Freundschaft auf eine Zerreißprobe stellt. In weiteren Rollen sind unter anderem Milton Welsh, Claudia Eisinger, Tim Wilde und Alwara Höfels sowie die Rapper Alpa Gun, Florian Renner, Liquit Walker, G-Fu und Tony D zu sehen.
Realisiert wurde das Projekt von Constantin Film und Corazón International in Zusammenarbeit mit MOOVIE und SevenPictures Film unter der Leitung von Fatih Akın, Oliver Berben und Klaus Maeck. Die Dreharbeiten fanden zwischen Februar und April 2011 in Berlin statt. Unter Kritikern polarisierte die Komödie nach Freigabe zur öffentlichen Vorführung am 29. Dezember 2011 stark. Mit rund 530.000 Besuchern konnte sich Blutzbrüdaz jedoch unter den zwanzig erfolgreichsten deutschen Produktionen des Jahres platzieren. Ein Soundtrack, Blutzbrüdaz – die Mukke zum Film, wurde am 2. Dezember 2011 veröffentlicht.

## Handlung
Otis und Eddy sind beste Freunde. Privat vertreiben sich die beiden, die ständig pleite sind, mit gegenseitigem Vorrappen die Zeit. Als sie wieder einmal nicht in einen Club hineinkommen, brechen sie dort durch das Fenster ein, um an einem Battle teilzunehmen. Doch bevor Otis auch nur ein Wort rappen kann, werden die beiden hinausgeworfen. Schließlich warten sie vor dem Club und fangen den Veranstalter Fusco ab. Sie rappen ihm etwas vor, er zeigt sich beeindruckt, verlangt aber ein Demotape. Otis landet schließlich bei DJ Desue, der eine Probesession mit den beiden startet. Zwar sind die Reime und der „Flow“ gut, doch die Raps kommen nicht so gut rüber. Sie gehen davon aus, dass dieses am minderwertigen Mikrofon liegt, doch für ein besseres haben sie kein Geld. Otis pumpt zunächst seine Freundin Suzy an, die ihm gerade mal 10 Mark leihen kann. Danach lädt Otis’ halbkrimineller Freund Adal sie zu einer Party ein, auf der auch der Sony-Promoter Facher und seine Assistentin Jasmin sind. Die beiden schlagen den Jungrappern jedoch vor, besser auf Englisch zu rappen. Schließlich kümmert sich Otis’ halbkrimineller Freund Adal um die Beschaffung eines Mikrofons. Es stellt sich heraus, dass er mit ihnen zusammen eins klauen will.
Nach der ersten Aufnahmesession verkaufen sich die Tapes im Plattenladen von Fusco wie warme Semmeln. Sie geben sich selbst den Namen Blutzbrüdaz. Fusco bietet sich als ihr Manager an und besorgt ihnen einen Auftritt in Braunschweig. Auf dem vom Publikum ekstatisch gefeierten Konzert sind auch Jasmin und Facher. Facher bietet den beiden einen Vertrag an. Gegen den Willen ihres Managers und auf Drängen von Eddy nehmen sie an. Die erste Single geht aber direkt auf Kosten der künstlerischen Freiheit. Die beiden werden zu einer gesungenen Hookline überredet, und als die Single aus dem Presswerk kommt, wurden Otis’ Reime durch Eddys ersetzt. In Otis regen sich langsam Zweifel, ob die Entscheidung richtig war. Er macht jedoch weiter gute Miene, um seinem Freund Eddy nicht in den Rücken zu fallen und seiner Freundin endlich was bieten zu können. Bei einer Fernsehshow kommt es jedoch zum Eklat: Statt zwei Liedern sollen die Blutzbrüdaz nur einen Song rappen, nämlich den mit Eddys Gesang. Als ihr Auftritt dann auch noch als „Eddy und die Blutzbrüdaz“ angekündigt wird, reicht es Otis, und er geht. Gerade noch kann ihn Jasmin davon abhalten, auf Facher loszugehen. Zu Hause wirft ihn seine Freundin raus, und in seiner Wut bricht er sich auch noch den Fuß. Während Eddys Karriere durchstartet, befindet sich Otis am Tiefpunkt.
Von Adal kann er sich schließlich 20.000 Mark leihen: Dafür ist der nun aber Otis’ Manager. Otis geht wieder zu Fusco, und die beiden richten ein eigenes Tonstudio ein. Otis schreibt wie ein Verrückter Lieder über die verlorene Freundschaft mit Eddy. Diese Disstracks sollen „das nächste große Ding“ werden, und Adal beginnt zusammen mit den beiden eine Guerilla-Marketing-Kampagne. Eddys Poster, die für dessen erstes Album werben, werden kurzerhand überklebt. Es scheint alles gut zu laufen, bis Adal einen Autounfall verursacht und der beteiligte Fahrer die Polizei ruft. Otis soll für ihn mit dem Kokain wegrennen, doch dieser weigert sich. Hals über Kopf verlassen beide die Unfallstelle. Doch Adal hat noch mehr Kokain, das im Wagen versteckt war, verloren und will jetzt sein Geld von Otis zurück. Als dieser mit Fusco Platten auflegt, versucht Adal ihn zu erwischen, doch mit Hilfe von Jasmin, die zufällig den Club besucht, gelingt Otis die Flucht. Otis erfährt, dass sie nicht mehr für Facher arbeitet, und die beiden schlafen miteinander. Doch Adal lässt nicht locker, er bricht in das Tonstudio ein und verkauft das Mastertape an Facher. Dieser präsentiert Otis zudem noch seinen Knebelvertrag, den Otis unterschrieben hat: Zwei Jahre lang gehört Facher jeder Track von Otis. Otis beschließt daraufhin, Facher eins auszuwischen: Er lädt alle seine Tracks im Internet hoch und bietet sie kostenlos per Filesharing an. Danach besucht er ein Konzert von Eddy, besteigt dort die Bühne und rappt einen Disstrack, der schließlich Eddy der Lächerlichkeit preisgibt. Eddy verlässt den Club, zollt aber vorher Otis mit ihrem alten Handschlag Respekt.

## Hintergrund
Gedreht wurde die Filmkomödie zwischen dem 13. Februar und 5. April 2011 in Berlin und Umgebung. Sowohl die Filmförderung Hamburg Schleswig-Holstein als auch das Medienboard Berlin-Brandenburg, der Deutsche Filmförderfonds, die Filmförderungsanstalt und der Beauftragte der Bundesregierung für Kultur und Medien beteiligten sich finanziell an dem Projekt.

### Soundtrack
Am 2. Dezember 2011 erschien der Soundtrack zum Film, Blutzbrüdaz – die Mukke zum Film. Während auf der Standardversion des Soundtrackalbums ausschließlich neue Songs von Sido, B-Tight und anderen Deutschrappern enthalten sind, enthält die Deluxe-Version eine zweite CD mit Instrumentalstücken. Einige der von Sido und B-Tight geschriebenen Songs werden im Film von ihren Figuren Otis und Eddy gerappt.

## Rezeption

### Kritik

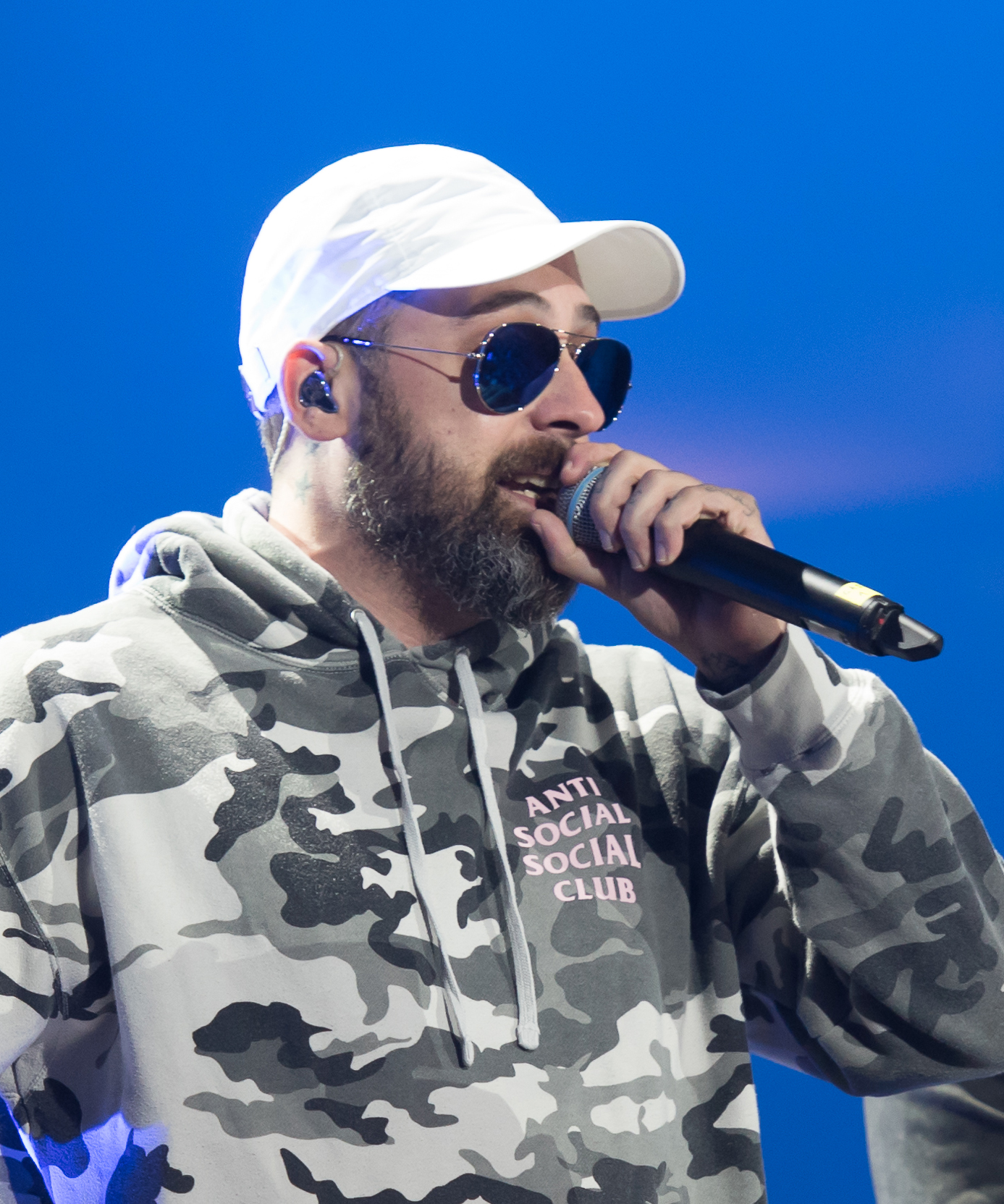
Unter Kritikern polarisierte die Komödie um Darsteller Sido stark.

Carsten Baumgardt von Filmstarts bezeichnete den Film als „ungezwungen spaßige, entwaffnend selbstironisch gespielte Komödie, die zeigt, dass Sido keine Maske nötig hat [...] Trotz oder gerade durch die komische Überhöhung ist die Schilderung des Berliner Rap- und Hip-Hop-Milieus punktgenau und wirkt jederzeit echt. Der Nährboden der Geschichte ist naturbelassen und die amüsanten Dialoge atmen Lokalkolorit“. Gegen Ende verheddere sich die Produktion jedoch „in den Fallstricken einer 08/15-Dramaturgie, wodurch der Film auf der Zielgerade einiges an Schwung verliert“.
David Siems von epd Film bezeichnete den Film als „ambitioniert gemeinten, aber völlig am Leben vorbei gedrehten Hip-Hop-Film“. Die Produktion wirke in weiten Teilen „konstruiert“ und biete „flache Witze, müde Lacher“, die sich aus einer „billigen Malen-nach-Zahlen-Story“ ergäben. Darüber hinaus habe Blutzbrüdaz „keinen Flow, kein Timing und keinen Respekt vor der Ernsthaftigkeit, die zum Komödiengenre nun einmal dazu gehört“. Yildirims „Figuren sind derart überzeichnet, dass man ihnen schlichtweg nicht glauben mag. Es bleibt der fade Beigeschmack, dass Blutzbrüdaz primär als PR-Vehikel für Sido taugt“.
Die Zeitschrift Cinema befand, dass Blutzbrüdaz eine „uninspirierte Underdogstory voller Plattitüden“ sei. Der Film sei zwar „besser als das unsägliche Machwerk Zeiten ändern dich“, besonders mitreißend sei „die naiv erzählte Story über den Street-Rapper Otis, der zusammen mit seinem Kumpel Eddy an den Mechanismen der Musikindustrie verzweifelt, deshalb aber noch lange nicht“. Dafür sorge schon das unverblümte Bemühen diverser Showbiz- und Gettoklischees: „Von schmierigen Plattenbossen über muslimische Drogenmacker bis hin zu ausgelassenen Discoorgien ist alles vertreten.“
Jens-Christian Rabe nannte Blutzbrüdaz in seiner Rezension für die Süddeutsche Zeitung „keinen guten Film“ und schrieb: „Sido versucht sich [an einer] Aufsteigerstory mit autobiografischen Elementen, die einer romantisierten Idee von Hip-Hop hinterherläuft. Von Özgür Yildrim abgedreht und Fatih Akin mitproduziert, ist das zwar besser als die Bushido-Saga Zeiten ändern dich. Doch es bleibt großteils fade, lächerlich und ohne internationales Niveau […] Man hat nicht den Eindruck, dass sie wirklich ihr Herzblut in diesen Film gesteckt haben oder stecken konnten.“
Bei den Lesern und der Award-Jury von Hiphop.de wurde der Film positiv wahrgenommen und bei den Hiphop.de Awards 2011 in der Kategorie „Bester Film“ prämiert.

### Einspielergebnis
In Deutschland verzeichnete Blutzbrüdaz nach Ende des ersten Vorführwochenendes 128.139 Kinobesucher; inklusive Previews gar 154.699 Zuschauer. Als einzige Neueinsteiger in den Top Ten platzierte er sich damit auf Platz sechs der Kinocharts. Mit insgesamt 115.453 Besuchern innerhalb von nur drei Tagen konnte sich die Komödie auf Platz 43 der meistgesehenen deutschen Kinoproduktion des Jahres 2011 platzieren. Weitere 413.381 Zuschauern konnte der Film im Jahr 2012 verbuchen. Blutzbrüdaz rangierte damit auf Platz 18 der nationalen Besucher-Jahrescharts 2012. Die Gesamtzuschauerzahl belief sich auf 528.834.